# Nummo uno
Con l'espressione latina Nummo uno - "per un soldo", "a prezzo vile", tuttora ampiamente usata nel mondo del diritto, si indica un tipo di vendita che avviene a prezzo di gran lunga inferiore al valore della cosa compravenduta. 

## Diritto romano
Il diritto romano arcaicizzante si era formato in epoca in cui il valore della moneta non era ancora determinato nominalmente, ma in funzione del peso effettivo del metallo di cui essa era composta.
In tutti gli atti solenni era necessario pertanto un pesatore ufficiale - il "Libripens" - con il compito di pesare il rame grezzo, ossia l'"aes rudis".
Tutte le formule di passaggio di proprietà implicavano la dichiarazione che la cosa era stata comprata con "questo rame e con questa bilancia" "per aes et libram".
Non solo gli atti giuridici di trasferimento di beni materiali, ma anche tutti gli altri atti, anche di natura ben differente, potevano essere fatti per aes et libram, una sorta quindi di atto pubblico fatto davanti all'equivalente antico del notaio: il libripens: matrimonio, testamento, manomissione di schiavi. Dato il formalismo era necessaria la presenza, appunto del rame, divenuto, dopo l'introduzione della moneta, una somma di danaro. Per gli atti non a prestazione corrispettiva occorreva sempre la presenza di una moneta, formalmente pesata dal Libripens.

## Diritto vigente
Gli atti  "nummo uno" rientrano nella categoria dei negozi misti, che sono quelli la cui causa è costituita dalla fusione delle cause di due o più negozi tipici.
Non rientrano tra questi le donazioni simulate: in esse la vendita si accompagna ad un negozio dissimulato (la donazione), che sarà lecito o illecito a seconda che violi o meno norme imperative; ad esempio, una falsa vendita per eludere norme fiscali o azioni revocatorie.
Negli atti "nummo uno", invece si ha una coesistenza delle cause di più negozi tipici: un esempio molto frequente è la vendita di aziende in difficoltà con la contemporanea manleva da tutte le obbligazioni accessorie. Ad esempio i titoli Lancia furono ceduti, a suo tempo, al prezzo di una lira per azione dalla famiglia Lancia a società del Gruppo Fiat, con contemporanea liberazione di tutte le obbligazioni pregresse.
La Cassazione ha recentemente deciso per la nullità della vendita immobiliare "nummo uno", in quanto in essa mancherebbe sostanzialmente il prezzo.